# Hydrolaetare dantasi
Hydrolaetare dantasi és una espècie d'amfibi que viu al Brasil i, possiblement també, a Bolívia i el Perú.
Està amenaçada d'extinció per la pèrdua del seu hàbitat natural.